# 小児科学

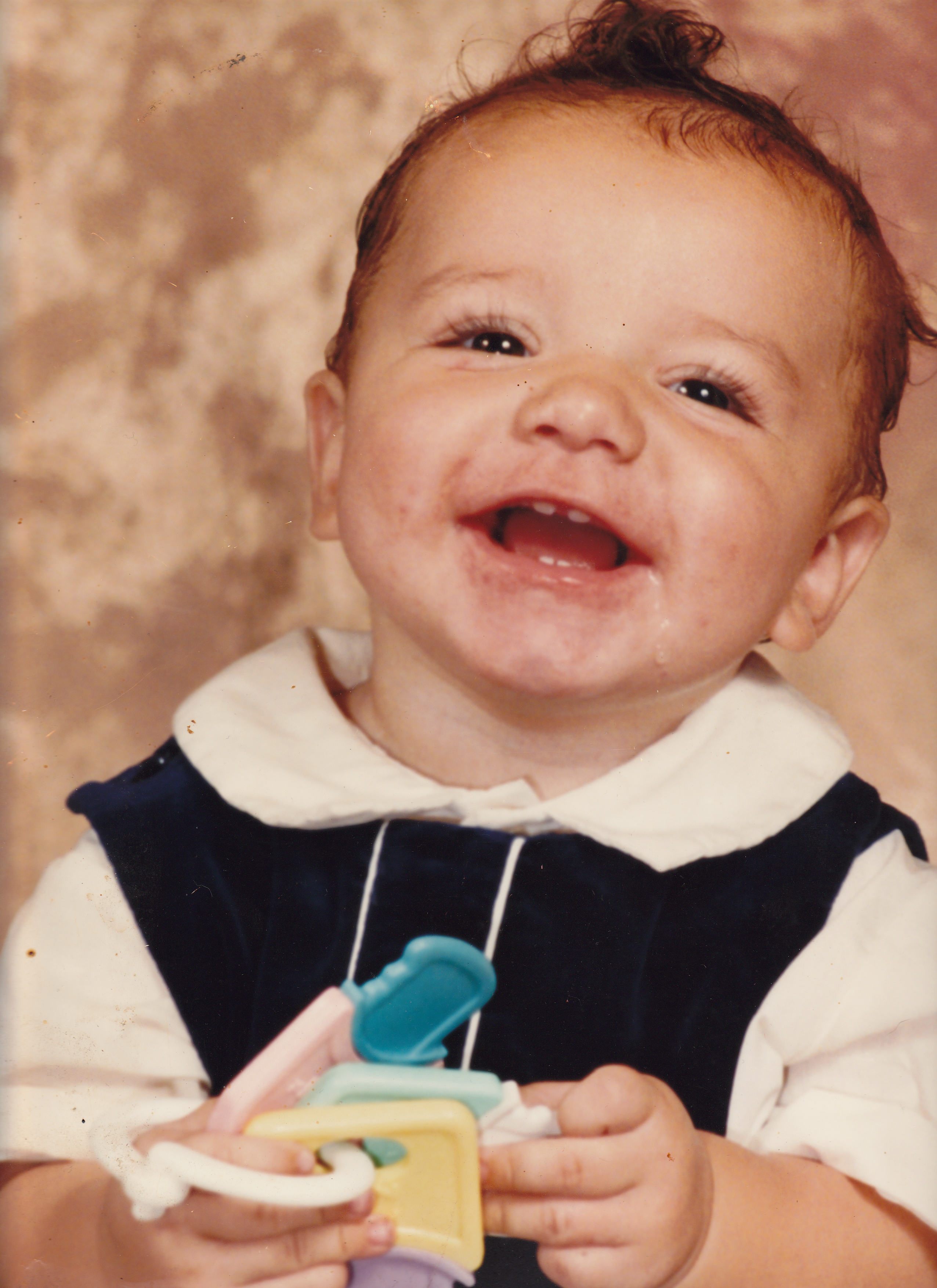
天真爛漫な小児

小児科学（しょうにかがく、英語: pediatrics）は、新生児から思春期を対象として診療・研究を行う臨床医学の一分野。

## 対象年齢の区分
出生後から時期により以下のように分けている。
| 名称   | 時期                  |
| ------ | --------------------- |
| 新生児 | 出生後28日未満        |
| 乳児   | 生後28日から1歳未満   |
| 幼児   | 満1歳から小学校就学前 |
| 学童   | 小学生                |

以後は「中学生」や年齢そのものでの区分、もしくは成長に合わせて思春期などの区分を用いる。思春期とは第二次性徴の始まりから終わりを指す。
小児科に受診する年齢は一般的に義務教育の最終学年である中学3年生までを基本としている。

## 歴史
もともと英語の「pediatrics（小児科学）」という言葉はギリシャ語の「paidos（少年）」と「iatros（医者）」という言葉に由来する。
一般的に知られている範囲では19世紀初頃より小児特有の疾患を診療研究する分野として内科学から発展分離していた経緯を持つ。
20世紀初頭には各国で学会も設立され独立した医学領域として確立してきた。
現在は外科など内科以外の科から小児疾患を扱うべく独立した小児外科、小児循環器外科（小児心臓血管外科）、小児整形外科、小児眼科、小児耳鼻咽喉科、小児泌尿器科を分科として扱う専門病院も日本国内に存在する。

## 分野
小児科は内科に対して年齢区分による分類であり、必然的に全ての臓器の疾患、感染症などを扱う。
小児科のエキスパートを表す資格としては、日本においては日本小児科学会認定医、日本小児科学会専門医が存在する。医師免許を有し、小児科の経験・キャリアを一定以上有したもののみ受験資格があり、合格することで得られる。
また、臓器別の疾患においても高度の専門性を必要とするジャンルではさらに分科として専門医が存在する。
2008年の時点で日本における小児科分科の専門医は
- 日本小児神経学会専門医
- 日本小児循環器学会専門医
- 日本周産期・新生児医学会専門医

が存在する。
以下に原因別・臓器別の小児科におけるジャンルを紹介する。ジャンルの分類に関しては国により、書籍により異なる。

### 成長と発達
小児科では、成長・発育(growth)と発達(development)はほぼ同義で使用されることも多いが、区別することもある。その場合、成長は身長や体重の増加や、二次性徴などの出現といった、形態的変化を指し、発達は、運動や知能の進歩といった機能的変化を指す。
小児の発達の法則性には以下のような特徴がある。
- 方向性 - 頭部から尾部へ。体幹から末梢へ。粗大から微細へ。
- 連続性と不連続性 - 引き続く変化(例：語彙の増加)と突然の変化(例：二足歩行の開始)がある。
- 臨界期の存在
- 順序性
- 感受性 - 急速な発達の時期は環境から受ける影響が正負どちらも顕著に大きい。

また、子どもの発達には神経系の成熟、情動、社会性、認知、運動(粗大運動と微細運動)、身辺自立(食事、排泄、着替え)などの様々な側面がある。

#### 反射
新生児期から乳幼児期へと発達するにつれ、中枢神経が成熟し、反射・反応は大きく変化する。

##### 新生児で認められ消失する反射
これらの反射の消失の合目的性は反射が消失することで手や足が器用になり運動の発達が促されると考えられている。手の反射としては以下のものが知られている。
| 反射名           | 出現時期       | 内容                                                                                                   |
| ---------------- | -------------- | --- |
| 手掌把握反射     | 新生児〜4か月  | 手掌を圧迫すると指が屈曲する。（物を握る頃消失）                                                       |
| 吸啜反射         | 新生児〜4か月  | 口の中に指を挿入すると規則的な吸引運動がおこる。上唇から口角をこすると口をとがらせる。（離乳の頃消失） |
| モロ反射         | 新生児〜4か月  | 頭部を落下させると両手を伸展、外転手を開大する。（首が座る頃消失）                                     |
| 足底把握反射     | 新生児〜10か月 | 足底を圧迫すると指が屈曲する。（立つ頃消失）                                                           |
| バビンスキー反射 | 新生児〜2歳    | 足底外側部をこすると母趾が背屈し他の趾の幅が広がる。                                                   |

##### 新生児で認められず発達とともに出現する反射
これらは出現することで寝返りやハイハイができるようになると考えられている。
| 反射名           | 出現時期     | 内容 |
| ---------------- | ------------ | --- |
| 緊張頸反射       | 1か月〜6か月 | 首を横向きにすると同側の上下肢が進展し、反対側が屈曲する。（寝返りができる頃消失）                                   |
| ランドウ反射     | 6か月〜2歳   | 児を水平に抱いて首を挙上させると体幹、下肢が伸展し、腹部を前屈させると体幹下肢が屈曲する。（ハイハイするための反射） |
| パラシュート反射 | 8か月〜永続  | 抱き上げた児を手の中で落下させると、児は防御的に両上肢、指を伸展させる。                                             |

#### 情動・社会性
乳幼児は早期から人の顔への関心が高く、特に目を注視する。新生児の視覚は焦点が20cm程度に合っているといわれている。生後3ヶ月前後に社会的微笑が見られる。生後9ヶ月前後には、他者の視線の先にあるものに自分の注意を向ける共同注意が成立する。また、判断が難しい場面で養育者などの他者を参照して自分の行動を決定する社会的参照を行うようになる。生後半年以降に、親が離れると恐れや不安を示すようになったり、人見知りが見られる。

#### 認知
生後4ヶ月ごろ奥行き知覚が育ち、目で捉えたものに向けて手を伸ばす協調運動が発達する。探索行動を通して外界についての知識を得ようとする。ものを口に持っていき、唇や舌で探る、手に握ったものを振る、机に打ち付けて音や操作から得られる感覚的反応を楽しむなどの感覚運動的な操作が中心である。認知機能は、感覚運動段階→他者の視点に立って理解することができず自己中心性の特徴を持つ、前操作段階→数や量の保存概念が成立し、可逆的操作も行える具体的操作段階→形式的、抽象的操作が可能になり仮説演繹的思考ができるようになる形式的操作段階の順に発達する。

#### 言語
言語の発達が正常に経過するには4つの条件が必要である。まずは発声器官や構音器官が正常であること。これらの器官を合目的に使用するための知能が発達すること。合目的使用を学習するための適切な場が存在すること。聴覚、視覚の機能に支障がないことである。
有意味語の獲得以前に、子どもは、身近な大人と視線や表情、動き、発声などでコミュニケーションをおこなっている。
6か月頃まで（目安としては3か月）には名前を呼ばれると振り向いたり、イナイイナイバーをすると声を出して笑ったりする。8か月までには人見知りが始まり、いかにも話しているような喃語を話している。声の出し方にも強弱がつくようになる。10か月頃には簡単な指示行動が可能になる。指さしには反応するし、おいでおいでとするとハイハイでやってきて頂戴という動作も行う。1歳の時点ではパパといえたとしても母親もパパと言ったり確信できない要素がかなり含まれるが1歳6か月位になると感情表出もできて「いや」と表現したり二語文が出現したりする。2歳の時点ではこれらが完成していることが多い。
行動の発達では、デンバーII発達判定表が有名である。
|          | 粗大運動（体幹）                   | 微細運動（四肢）                                   | 言語                                              | 社会性                         |
| -------- | ---------------------------------- | -------------------------------------------------- | ------------------------------------------------- | ------------------------------ |
| 1か月    | 顔を左右に向ける                   |                                                    |                                                   |                                |
| 3か月    | 首が座る、腹臥位で顔をあげる。     | 手を口に持っていく、ガラガラを握る                 | 声をだして笑う、声の方に振り向く、追視する        | 母の顔をじっと見る             |
| 6か月    | 寝返りをする、お座りをする         | 物を手から手へ持ちもちかえる、顔に布をかけると取る | バババと喃語を反復                                | 母親を識別し人見知りをする     |
| 10か月   | ハイハイをする、つかまり立ちをする | 母指、示指でつまむ、箱から積み木を出す             | 名前を呼ぶと振り向く、物まねする                  | 母のあとを追う                 |
| 1歳      | ひとり立ちをする                   | 箱の中に積み木をいれる                             | 意味のある単語を2つ以上言う、バイバイの動作をする |                                |
| 1歳6か月 | 手を引くと階段を歩く               | 積み木を2つ積める、なぐり書き                      | 単語を表現する、身体の部分を指す                  | コップを使って飲む             |
| 2歳      | 階段を歩く、平地を走る             | 積み木を4つ積める                                  | 2語文を話す                                       | スプーンを使う                 |
| 3歳      | 片足立ちをする、三輪車をこぐ       | 丸を書く、くつ、上着を脱ぐ                         | たずねると名前が言える                            | はしを使う、パジャマが着られる |
| 4歳      | ケンケンができる                   | 四角を書く、はさみが使える                         | 自分の名前を読む                                  | かくれんぼ、じゃんけんができる |
| 5歳      | スキップする、ぶらんこを立ってこぐ | 三角をかく、はさみで線の上を切れる                 | しりとりができる                                  | 友達と競争する                 |

#### 健康診断
成長、発達をスクリーニングするサービスとしては健康診断があげられる。日本の場合は1か月検診にはじまり、3か月・6か月・9か月・12か月・3歳児の健康診断がある。Ameriacan Academy of Pediatricsでは2週間・1か月・2か月・4か月・6か月・9か月・12か月といったように回数が多いのが特徴である。この回数の違いは正常分娩児の入院日数に関係していると考えられる。米国の場合は経腟分娩ならば2日間、帝王切開ならば4日間の入院期間であるが、日本は5日〜7日間の入院期間がある。そのため日本では新生児に関しても十分な診察を行う時間的余裕もあり、母乳の指導や黄疸の評価まで行うことができる。そのため、健康診断の回数を少なくできるとされている。アメリカでは哺乳指導や夜泣きの対応、マタニティーブルーや産後うつ病のリスクについてなどの指導を健康診断で行うが、日本では出産入院中の母親学級で行われる場合が多い。下痢、嘔吐、黄疸、発熱、発疹、結膜炎出現時は医療機関受診とし、それ以外は1か月健診まで新たに指導を加えることは一般的ではない。母親の1か月健診では産後うつ病のスクリーニングとしてエジンバラ産後うつ病自己評価表の記入なども行われる。

#### 歩行
歩行に至るまでの経緯は、定頚(首が座ること)→座位→這う→立位→歩行という順序をたどる。個人差、環境要因などでこの順序に従わない場合もある。たとえば、シャフリングベイビー（いざり児）は四つん這いにならず座位のままで移動を開始し、やがて歩行に至る。デンバー発達判定法によると1歳5か月過ぎになると90%の子供は上手に歩けるようになる。歩き出す時期が正常であってもペタペタ歩行、内反歩行（うちわ歩行）、外反歩行（そとわ歩行）、尖足歩行などが認められた場合は筋疾患、脳性麻痺、運動失調、骨格異常が認められる可能性があり精査が必要となる。

#### 摂食
新生児は、母乳または粉ミルクで栄養を摂取する。母乳は分娩後4〜5日頃までに分泌される初乳に分泌型IgAや抗菌成分が含まれている。
成長に伴い母乳や育児用ミルクの乳汁だけでは不足するエネルギーや栄養素を補完するために幼児食に移行する。これが離乳である。
子育てには文化があり、医学的な根拠は見出しにくいが、吸啜反射が4か月ほどで消失してくるため、この頃から6か月あたりで間離乳食の導入が行われるのが一般的である。栄養の観点からは12か月までには主たる栄養を母乳以外の離乳食にて行われることが望ましいとされている。

#### 排泄
排泄コントロールに関しても文化がある。かつては日本は物質が乏しかったため極めて早期に排泄の自立を促してきた。トイレットトレーニングはかつては大便は4か月、小便は12か月より開始していた。しかしこの方法では、一定の割合で脱落し、おむつ使用に戻る例も見られていた。夜間の大便、日中の大便、日中の小便、夜間の小便という順にトイレットトレーニングを行う2歳過ぎからトレーニングを始めれば4歳で77%、6歳で91%がひとりで後始末ができるようになる。これ以前にトレーニングを行っても平均的にはほとんど変わらないとされている。

### 新生児疾患
新生児呼吸窮迫症候群 (RDS)
新生児呼吸窮迫症候群（しんせいじこきゅうきゅうはくしょうこうぐん）は、肺のII型肺胞上皮細胞から分泌される肺サーファクタントが足りないために、肺胞の表面張力に負けて肺が潰れてしまうことによって起こる症候群である。呼吸の呼気終末期に肺が縮んだ際に、肺胞が肺胞の表面張力に負けて潰れてしまう。肺胞が潰れるとその肺胞への血流が減り、サーファクタントの産生が低下し、さらに表面張力が低下するという悪循環に陥る。症状としては肺が潰れないように小さく頻回に呼吸をする。頻回に呼吸することを頻呼吸と言う。肺が潰れないように肺が大きめの状態を平均とした呼吸をする。大きい状態からさらに息を吸うために、お腹が目立って凹む。お腹を凹ませながら呼吸することを陥凹呼吸と言う。肺が潰れないように息を吐くときに喉と口を閉じ気味にして、呻る時と同じ様に息こらえをしながら息を吐く。息こらえをしながら息を吐くことを呻吟（しんぎん）と言う。肺の酸素化が充分でないためにチアノーゼを来たす。検査としては胸部レントゲン写真検査では機能している肺胞に潰れた肺胞が混在して網状顆粒状陰影（もうじょうかりゅうじょういんえい、reticulogranular）が見られる。これは新生児呼吸窮迫症候群に特徴的な所見である。肺胞が潰れるために気管支のみが浮き彫りになって気管支透亮像が見えることもある。治療はサーファクテンの肺内注入が著効する。
胎便吸引症候群 (MAS)
胎便吸引症候群（たいべんきゅういんしょうこうぐん）は、胎便を肺に吸い込んで起こる症候群である。
肺成熟不全症（Wilson-Mikity syndrome、Mikity-Wilson syndrome、ウィルソン・ミキティ症候群、ミキティ・ウィルソン症候群、泡状肺症候群）
生後2〜3週間後に呼吸促迫症候群に似た症状を示す。

### 先天異常・奇形
奇形症候群とも呼ばれ、身体のいずれかに複数の奇形を一定の傾向をもって持つもの毎に病名が付けられている。ほとんどは遺伝子に問題があるため発症すると考えられ、近年遺伝学の進歩で多くの遺伝子が解明した。身体の発生の終了した出生時点ではすでに症状は固定しており、一般的に治療法は少ない。一部の疾患では脳外科・形成外科的な手術にて機能や整容を直すこともある。強い知能・身体の障害のある場合は療育やリハビリテーションの対象となる。
特徴的な外見や多くの例に認める知能障害のため社会的差別の対象となりやすいため過去から多くの問題をよんできた。また、ダウン症候群は比較的頻度が多く物語も多く作られてきた。しかし知能に問題のある症候群も多いのは確かではあるがすべてではない。知能に問題がある場合が多いのは神経の発生・分化・代謝に多くの遺伝子がかかわっているためと考えられる。知能への影響が比較的多いため、小児神経科医が臨床では担当することが多い。
病名の定まっていないものも実際にはたくさんあり、定まっているものだけでも4000種類以上ある。臨床上専門医が比較的多く認めるのは200種類程度と考えられる。
分類がはっきりと定まっているわけではないが以下に分けて記載する。
- 頭部、顔面の異常を主とする症候群
  - 全前脳胞症、ヌーナン症候群、アペール症候群、ダウン症候群、歌舞伎メーキャップ症候群、眼瞼裂縮小症など
- 四肢の異常を主とする症候群
  - 軟骨無形成症、偽性副甲状腺機能低下症など
- 過成長を主とする症候群
  - ソトス症候群、マルファン症候群
- 脳・神経・筋・関節の異常を主とする症候群
  - プラダー・ウィリー症候群、脆弱X症候群など
- 神経・皮膚症候群
  - 結節性硬化症、フォン・レックリングハウゼン病（神経線維腫症1型）など。

### 感染症
小児感染症の特徴は、成人に対して
- 初感染が多い
- 免疫が未熟または特殊であり、同じ起因微生物でも成人と異なる症状を呈しうる
- 経過が成人に比べ急速で回復も早い

などの特徴が挙げられる。感染症は小児一般外来では最も多い疾患の一つであり、その症状は発熱・咳・嘔吐・下痢といったものが多い。
起因微生物（または生物）には、ウイルス・細菌が二大要因であるが、マイコプラズマ・リケッチア・クラミジア・真菌・寄生虫も挙げられる。

#### ウイルス感染
小児のウイルス感染は季節変動が知られている。春は熱性痙攣、ライノウイルスによる普通感冒、ノロウイルスによる流行性嘔吐症が多い。梅雨時になると気管支喘息発作が増加するが、それに伴ってパラインフルエンザウイルスによる咳喘息も増加する。コクサッキーウイルスによるヘルパンギーナ、発疹、無菌性髄膜炎、アデノウイルスによる咽頭結膜炎（プール熱）は夏に多い。秋になると再び気管支喘息発作が増加するが、ライノウイルスによる普通感冒も流行する。冬になるとRSウイルスによる細気管支炎やロタウイルス、ノロウイルスによる乳児嘔吐下痢症、インフルエンザが猛威を振るう。

#### 感冒とウイルス
小児科で患者が最も多い感冒（風邪、上気道炎）を起こすウイルスにはコロナウイルス・RSウイルス・アデノウイルス・パラインフルエンザウイルス・ライノウイルスなどが挙げられる。これらは下記のように検査をしやすい物もあるが、それ以外は臨床上細かいウイルスの同定が重要でないこともあり、一般には同定検査をされない。

#### 胃腸炎とウイルス
冬場に多い急性胃腸炎の原因にはロタウイルス・ノロウイルスが多い。後者は一時マスコミにて注目されたが、ロタウイルスよりも症状が軽い（ので迅速検査も作られていない）。

#### 特定の疾患に結び付くウイルス
特定の疾患に結び付くウイルスとしてはインフルエンザウイルス（インフルエンザ）、麻疹ウイルス（麻疹、SSPE）、水痘帯状疱疹ウイルス（水痘、帯状疱疹）、ポリオウイルス（急性灰白髄炎）、ムンプスウイルス（おたふくかぜ）、肝炎ウイルス（A型、B型、C型肝炎）、単純ヘルペスウイルス（口唇ヘルペス、ヘルペス脳炎）、サイトメガロウイルス（先天性サイトメガロウイルス感染症、乳児期の腸炎）、RSウイルス（細気管支炎）、日本脳炎ウイルス（日本脳炎）、コクサッキーウイルス（手足口病、ヘルパンギーナ、急性結膜炎）、エンテロウイルス（手足口病、コクサッキーウイルスにくらべ重症）などが挙げられる。

#### 迅速検査のあるウイルス
臨床上注目され、比較的病院で同定の迅速検査を行いやすい起因ウイルスにはインフルエンザウイルス・RSウイルス・ロタウイルス・アデノウイルスが挙げられる。これらのウイルスはそれぞれ臨床上の特徴を有し、検査法が確立しており一般的な病院検査にて短時間で同定できる。

#### 細菌感染
感染細菌は成人とほぼ同じである。発症時期や発症の仕方が成人と異なることがある。
発症部位は成人と同じく、全身あらゆる臓器に起こりうるが、膀胱炎（乳幼児）、中耳炎（幼児）、敗血症（乳児）などは比較的起こりやすい。
発症時期については、新生児では大腸菌、B郡溶連菌感染が、幼児期ではインフルエンザ幹菌・肺炎球菌感染が多いことが知られている。新生児敗血症では交換輸血が著効する。
3か月未満の子どもでは細菌感染により敗血症への以降が多く、慎重な観察が必要とされる。

#### 発熱の対応
小児の場合は平熱が高めのことが多いため一般的には38度以上の体温で発熱と考える。37.5度以下ではほぼ平熱である。発疹の有無によって鑑別疾患が大きく異なる。川崎病・リウマチ熱・若年性関節リウマチといった発疹を伴った発熱のある小児特有疾患も存在する。発熱パターンは日内変動をしながら徐々に増加していれば重症化、徐々に解熱すれば治癒傾向と考えられる。日内変動にて短絡的に重症化、治癒傾向と判断しないように注意する。家庭にて行える発熱時の対処法の一例を示す。
| 年齢          | 対応                                                                                 |
| ------------- | ------------------------------------------------------------------------------------ |
| 生後0〜1か月  | 一見元気で食欲があると思っても受診させる。                                           |
| 生後2〜3か月  | ミルク飲み、あやすと笑うなど機嫌がよければ慌てる必要はない。翌日外来を受診する。     |
| 生後4〜6か月  | 発熱だけで他に症状が無ければ慌てる必要はない。翌日外来にて診察を受ければ十分である。 |
| 生後6か月以降 | 食欲、機嫌がよければ慌てない。翌日以降に受診をしておけばさらに安全。                 |

新生児の時期は発熱を起こすこと自体が極めて異常であり、肺炎・髄膜炎にて死に至る可能性がある。一般に生後3か月以内の発熱は小児科専門医の受診が必要と考えられている。しかし、それ以降はいつもと明らかに違うと思われない限り緊急受診は不要である場合がほとんどである。
発熱時に風呂に入れないほうがよいというのは風呂が屋外にあった時代の話であり、2009年現在の日本では当てはまらない。基本的には寒気がするようならば暖めて、熱くなったら冷やすといった対応で十分である。冷やす場合は頭部・左右鼡径部の3点を冷やすと効果的である。

#### 早期乳児の発熱
早期乳児は免疫システムが完成しておらず細菌感染のリスクが高いと考えられている。母乳によるIgGの経口投与が早期乳児の感染防止には役立っている。早期乳児が発熱した場合、大抵はウイルス性感染症であることがほとんどであるが約10%程に細菌性髄膜炎や敗血症といった重症感染症が含まれている。そのため、小児科専門の医師の診察が求められるが1か月以内であると各種検査の有効性も疑問視される。感染のフォーカスが明らかにならない場合は入院適応となることもある。
Rochster criteria
1. 一般状態良好
2. 既往に特に問題なし
  1. 満期出生で周産期抗菌薬投与歴なし、原因不明の黄疸に対する治療歴なし
  2. 現在あるいは最近の抗菌薬投与なし、入院歴なし、慢性疾患あるいは基礎疾患なしー
  3. 母親より長期の産科入院歴なしー

3. 皮膚・軟部組織・骨・関節・耳に感染兆候なしー
4. 検査所見
  1. 末梢血白血球数5,000〜15,000/μL
  2. 桿状核球数<1,500/μL
  3. 尿沈渣白血球数<10/hpf
  4. 便塗抹白血球数<5/hpf（下痢例のみ）

これらの基準を満たすとき、重症感染症は否定的となる。

#### 幼児の発熱
3か月以後の乳児から3歳頃の発熱は救急外来では非常に多い主訴である。注意深く身体所見をとったとしても30%程度は熱源不明となってしまう。その場合は潜在性菌血症・尿路感染症・潜在性肺炎・悪性腫瘍や膠原病が考えられる。特に前二者は抗菌薬による治療にて早期介入可能なことから注意深い診察が必要となる。潜在性菌血症は全身状態良好であるのにもかかわらず血液培養にて細菌が検出されることである。3か月から3歳くらいで頻度が高いと言われている。肺炎球菌であればそのまま自然経過で改善するが、インフルエンザ桿菌の場合は90%以上の確率で敗血症や髄膜炎にいたるといわれている。体温39度以上で白血球数15,000/μl以上であると潜在性菌血症の可能性が高くなる。尿路感染症も1歳以下の男児や2歳以下の女児では見つけにくい疾患となる。尿検体をカテーテルや膀胱穿刺で無菌的に採取すると診断できる。体温が体温39度以上で白血球数20,000/μl以上のときは聴診上ラ音を認めず、痰もないのにもかかわらず胸部X線では浸潤影を認める潜在性肺炎という病態も知られている。いずれにせよ重篤な病態は肺炎球菌による場合が多く、予防接種による予防が望まれる。発熱が敗血症のサインかどうかを見分けるにはバイタルサインを用いるという方法も知られている。これらは患者が安静にしている場合の指標であるため泣き出してしまうと心拍数・呼吸数とも上昇してしまうので判定が難しくなる。正常範囲より+2SD以上の心拍数の変化や呼吸数の変化は発熱だけが原因とは考えられず敗血症の可能性も考える。
| 年齢         | 呼吸数±2SD | 呼吸数±1SD | 呼吸数正常範囲 | 心拍数±2SD | 心拍数±1SD | 心拍数正常範囲 |
| ------------ | ---------- | ---------- | -------------- | ---------- | ---------- | -------------- |
| 出生〜3か月  | 10〜80     | 20〜70     | 30〜60         | 40〜230    | 65〜205    | 90〜180        |
| 3か月〜6か月 | 10〜80     | 20〜70     | 30〜60         | 40〜210    | 63〜180    | 80〜160        |
| 6か月〜1歳   | 10〜80     | 17〜55     | 25〜45         | 40〜180    | 60〜160    | 80〜160        |
| 1歳〜3歳     | 10〜40     | 15〜35     | 16〜24         | 40〜165    | 58〜145    | 75〜130        |
| 3歳〜6歳     | 8〜32      | 12〜28     | 12〜28         | 40〜140    | 55〜125    | 70〜110        |
| 6歳〜10歳    | 8〜24      | 10〜24     | 14〜20         | 30〜120    | 45〜105    | 60〜90         |

#### 解熱剤の効果
解熱剤を用いると熱が下がるため発熱による全身症状の軽減には役に立つ。しかし重症度を示す発熱というサインが病態に関係なく改善するため重症感染症を経過を追う上では不利になることがある。一般的に発熱が起こっていれば解熱剤は病態に関係なく解熱を行う。発熱があっても全身状態が良好な場合は解熱剤を飲むメリットはない。解熱効果によって安静を保てないため逆に感染症が遷延する場合もある。解熱剤を用いても発熱が改善しない場合は重症感染症を疑うこともあるが、体温にてそれらを鑑別するのは困難とされている。解熱剤を用いても全身状態が全く改善せず、重篤感が続く場合は細菌性髄膜炎の可能性は高くなる。

### 発疹
発疹は発熱、全身状態によって鑑別疾患が異なってくる。またワクチンの接種歴によっても大分変わってくる。皮疹学的には以下のような分類が便利である。ルーペを用いて観察すると分かりやすい。まれに、出血斑（あざ）を発疹と間違えることがある。リンク発熱と発疹を起こす病気の一覧も参考となる。全身状態が良好であり発熱が軽度であったり認められないものとしては雑多なウイルス性感染症やあせも・薬疹・接触性皮膚炎などが知られ、全身状態が悪いものとしては麻疹、伝染性単核球症、川崎病などが知られている。
| 発疹のパターン | 疾患                                                               |
| -------------- | ------------------------------------------------------------------ |
| 紅斑           | 突発性発疹、伝染性紅斑、川崎病、SSSS（ブドウ球菌性熱傷皮膚症候群） |
| 丘疹           | 麻疹、アトピー性皮膚炎、皮膚カンジダ症、伝染性軟属腫（水イボ）     |
| 水疱           | 水痘、帯状疱疹、手足口病、口唇ヘルペス                             |
| 膿疱           | 伝染性膿痂疹、せつ                                                 |
| 膨疹           | 蕁麻疹、アレルギー性反応                                           |

突発性発疹
6か月〜1歳くらいの生後初の発熱であり（2歳未満）、数日続いていても全身状態が良好であることが特徴的である。3〜4日で解熱し、十分な解熱後に発疹が出現する。咽頭奥の上方に2か所永山斑とよばれる発赤が認められることもある。HHV-6とHHV-7の感染によって起るため、2回罹患することがある。6か月頃にはHHV-6が多く、1歳6か月頃はHHV-7が多いとされている。発疹は紅斑であり、桜の花びらが散ったような発疹が体幹を中心に出現する。その他のウイルス性発疹に比べてきれいな印象がある。皮疹は3日前後で色素沈着を残さず消失する。特発性発疹でも熱性痙攣や脳炎をおこすこともごくまれに起る。良性疾患であり、治療法は確立していない。水分補給など対症療法で十分である。
麻疹
1歳すぎに多い。10か月頃も罹患するが軽症となることが多い。1歳と5歳で麻疹風疹混合ワクチンを接種することが多い。二相性の発熱と二度目の発熱時に発疹が出現する。カタル期（一度目の発熱時、鼻炎、結膜炎）に頬の裏側に白いコプリック斑が認められるのが特徴的である。発疹は丘疹であり耳後部・頚部・前額部から始まり体幹に広がるのが特徴的である。合併症によって死に至ることもある疾患であるため予防が重要となる。予防接種未接種の状態で接触した場合は2日以内の予防接種で予防が可能である。3日以内であればガンマグロブリンも有効である。潜伏期は10日ほどである。予防接種の適応がない1歳未満が悩ましいところである。7か月未満であれば、母親の免疫で防げる可能性が高い、9か月以降はリスクを検討して自費ワクチンなども検討する。学校保健法では解熱後3日は出席停止である。
水痘
園児に多い。1歳以降に任意でワクチンの接種を受ける。脳炎・小脳失調の原因となるため接種が望ましいとされている。家族内に帯状疱疹の患者がいる場合は感染のリスクがある。潜伏期は2週間から3週間ほどであり、様々な状態の発疹が混在し、発疹の変化が早いことが特徴である。全身状態は比較的良い。伝染性軟属腫、伝染性膿痂疹の初期、おむつかぶれ、突発性発疹、溶連菌感染症などが鑑別となる。アシクロビル（ゾビラックス）が治療薬である。一回20mg/kgで一日4回を5日間投与する。掻痒感が強い場合は局部に石化胃酸亜鉛（カチリ）や軟膏（アンダーム）などを用いる。かきむしり防止のため爪をきり、皮膚を清潔に保つためシャワーを浴びる。接触した場合は72時間以内の生ワクチン投与が有効である。1歳未満の場合は対象外のため、アシクロビルの予防投与なども行う。
伝染性膿痂疹
高温多湿の夏場に非常に多い。あせもや虫さされなどの外傷から表皮が化膿する。抗菌薬の内服が有効でありセフゾン、メイアクトなどが用いられる。さらに局部軟膏としてリンデロンVGなども用いる。
伝染性紅斑
伝染性軟属腫
2〜5歳のアトピー性皮膚炎の乳幼児に多い。
おむつ皮膚炎
股のしわの部分に注目し、しわの部分に皮疹がある場合は皮膚カンジダ症である。しわの部分が正常であればおむつ皮膚炎の可能性が高い。これはカンジダは湿気を好むからである。紙おむつでは起りにくいとされている。

### 呼吸器疾患
呼吸器疾患は感染症が多いため上記感染症項目と重複する点が多い。乳児期に関してはRSウイルスを中心とした細気管支炎、乳幼児ならばクループや百日咳、学童ならばマイコプラズマ肺炎などが有名である。

#### 急性喉頭炎（クループ）
クループは急性喉頭炎、急性声帯下喉頭炎ともいい、小児救急疾患の一つである。かつてはジフテリアによるものが非常に多かったがワクチンの普及によってジフテリアによるクループは激減している。急性気道感染症に伴いケンケンとした犬吠様咳嗽、嗄声、呼吸困難を呈する症候群でありほとんどはウイルス性である。インフルエンザ菌による場合は重篤化しやすい傾向がある。生後6か月から6歳頃に非常に多い。聴診上のストライダー（吸気性喘鳴）は上気道狭窄を疑う重要な所見である。逆にウィージング（喘鳴）であれば下気道の閉塞である。ウィージングは吸気時も呼気時もヒューヒューと聞こえ、最強点が胸部になるのに対して、ストライダーは吸気のみにヒューヒューと聞こえ、最強点が頸部に存在する点が異なる。また開口し頻呼吸させるとストライダーは聴取しやすい。激しく泣かせる、興奮させるといったことを行うとさらに気道狭窄が進み、重篤化することがあるので注意が必要である。舌圧子を用いた咽頭診察やX線撮影などで呼吸停止に陥った例も報告されている。重症度は臨床症状から決定されることが多い。
| 重症度       | 犬吠様咳嗽             | 安静時吸気性喘鳴           | 安静時の陥没呼吸       | その他                       |
| ------------ | ---------------------- | -------------------------- | ---------------------- | ---------------------------- |
| 軽症         | ときどき               | なし〜わずか               | なし〜わずか           |                              |
| 中等症       | しばしば               | 容易に聴取                 | 明らか                 | 興奮状態なし                 |
| 重症         | しばしば               | 著明、時に呼気性喘鳴も伴う | 著明                   | 興奮状態著明                 |
| 切迫呼吸不全 | あり（時に目立たない） | あり、時に減弱             | あり（時に目立たない） | 意識レベルの低下、チアノーゼ |

中等度以上ではアドレナリン吸入の適応がある。至適吸入量は1000倍希釈アドレナリン0.5ml/kgであり最大量は5mlである。反応は即効性であるが2時間で効果が消失するため、心電図、酸素飽和度をモニタリングのもと2時間後に再評価が必要である。アドレナリン吸入で症状が改善したら速やかにステロイドの内服を行えば、アドレナリンの効果が消失する頃にステロイドの効果があらわれてくる。重症度にかかわらずデキサメサゾン0.6mg/kg、最大量10mgの単回投与が標準的である。内服が難しければパルミコート2mgの吸入を行うこともある。呼吸不全により気管内挿管が行われる場合もある。ウイルス感染がほとんどであるために抗菌薬の積極的な適応はない。

#### 急性喉頭蓋炎
後頭蓋に生じる急性炎症性腫脹である。インフルエンザ桿菌による重症細菌感染症の一症状として出現するためクループとは全く異なる病態である。2歳から7歳といった乳幼児に好発する傾向がある。呼吸困難・流涎・陥没呼吸・含み声・起坐呼吸が典型的な症状である。嚥下困難、嚥下障害も伴うことが多い。早期診断には嚥下痛、嚥下障害を訴える乳幼児で上気道炎症症状のみで咽頭、扁桃の所見が乏しい時に鑑別にあげることが一般的である。不安や咽頭刺激を与えたり、仰臥位で寝かせたりすると急激に上気道閉塞が起こり窒息にいたることがある。口腔内観察、静脈ライン確保、仰臥位にするといった処置は気道確保の準備が整うまでは避けるべきである。急性喉頭蓋炎と診断したら原則は入院管理となり気管内挿管といった気道確保に躊躇しない。

#### 小児喘息
気管支喘息成人のガイドラインであるGINA2006と小児喘息のガイドラインであるJPGL2005が知られている。春先や秋口などが発作の好発時期である。3歳から5歳の発症が多い。β2刺激薬の吸入とステロイドの全身投与が基本となる。アミノフィリンは嘔吐といった副作用をはじめ、血中濃度の調整が難しく、安全性、簡便性を考慮すると消極的になる。吸入は吸入器（定量噴露吸入器とドライパウダー吸入器）とネブライザーによる吸入が知られている。吸入薬の量は小児であろうが成人であろうが変化がないのが一般的である。これは成長するほど上手に吸入できる傾向があるため、末梢気道に達する薬物量が増えるためである。ネブライザー治療に影響を与える因子としては呼吸パターン、口呼吸か鼻呼吸か、気道狭窄病変の程度、人工気道の存在などがあげられている。

#### 急性咽頭炎・急性扁桃炎
基本的には成人の急性咽頭炎と同様である。溶連菌による場合はリウマチ熱や急性糸球体腎炎といった合併症がある。バイシリンの投与がリウマチ熱の予防に効果的である。アデノウイルスによる咽頭結膜炎、コクサッキーウイルスによるヘルパンギーナなどが有名である。ヘルパンギーナは幼児、学童の夏風邪でよくみられ、発熱と粘膜疹が特徴的である。早期は点状出血を呈することもある。咽頭痛や流涎が認められる。

#### 急性細気管支炎
冬場に好発する呼気性喘鳴を特徴とする疾患であり、50%以上はRSウイルスによるものであり次いでパラインフルエンザウイルスによるものが多い。6か月までの乳児に特に多く、2歳までが好発年齢となっている。原因は細気管支レベルの浮腫、上皮細胞などの剥脱物質、過剰産出粘液が主体とされ気管支攣縮の関与は少ないと考えられている。臨床像は喘息発作に類似し、感冒を契機とした初回の喘息発作との鑑別はしばしば困難である。小児喘息は3歳から5歳が好発年齢で春先、秋口に多いと言われているがそれだけで区別は難しい。気管支拡張薬の投与で時に喘鳴が改善するが、酸素化などは改善が乏しいといった現象をしばしば観察される。β刺激薬であるベネトリンやアドレナリンは短期的には症状の改善を認めるとされているが入院期間や罹病期間の短縮は得られないとされているため長期的な使用は推奨されない。本症の治療戦略としては安易な吸入療法は慎むべきであり、酸素投与、加湿、呼吸理学療法、輸液療法、人口換気療法といった支持療法を主体に考えるべきとされている。AAPがガイドラインを提唱しているが2008年現在整理されていない。治療としては3日ほどで軽快傾向になり、さらに3日ほどで治癒するのが一般的である。適切な支持療法を行うための入院適応が治療方針上重要となる。入院には急性細気管支炎から換気・酸素化障害が生じた場合と無呼吸が発生した場合が考えられる。換気・酸素化障害は酸素飽和度95%未満で呼吸数45/min以上、生後6か月未満といったところが入院の危険因子となる。無呼吸に関しては生後2か月以内、アシドーシスの存在、無気肺の存在などが入院の危険因子となる。またミルクの飲み具合といった所見も参考となる。

#### 肺炎
小児科領域では年齢によって肺炎の好発起炎菌が推定することができる。米国ではインフルエンザ桿菌b型ワクチンや肺炎球菌ワクチンの導入によって小児肺炎の予防に成功をおさめている。
| 名称   | 時期                  | 肺炎好発起炎菌                        |
| ------ | --------------------- | ------------------------------------- |
| 新生児 | 出生後28日未満        | B群溶血性連鎖球菌、大腸菌、ブドウ球菌 |
| 乳児   | 生後28日から1歳未満   | ブドウ球菌、肺炎球菌                  |
| 幼児   | 満1歳から小学校就学前 | 肺炎球菌、インフルエンザ桿菌          |
| 学童   | 小学生                | マイコプラズマ、肺炎球菌              |

治療は原因微生物でも異なるが一般細菌の場合は3〜7日程度で抗菌薬投与中止可能とされている。

### 消化器疾患

#### 小児の腹痛
小児の腹痛の原因としては救急外来の頻度としては便秘症、急性胃腸炎（かぜ症候群であり、上気道炎に下痢、嘔吐を伴う）、アレルギー性胃腸炎、心因性嘔吐、アセトン血性嘔吐症（周期性嘔吐、自家中毒）、腸重積、虫垂炎、アレルギー性血管炎が知られている。特に腸重積、虫垂炎、アレルギー性血管炎は小児の腹痛を起こす疾患としては緊急疾患である。

#### 急性便秘症
2歳過ぎより起こるとされている。急性の便秘では激しい腹痛をきたす場合が多い。大泣きをしたり、顔面蒼白となることもある。重大な疾患を疑うほど苦しみを強く訴えるが、水の摂取などは保たれている場合が多い。子供の場合は腹壁が薄いため成人よりも腹部診察で便秘の診断はつけやすい。左下腹部に腫瘤様に便塊を触れることが多い。レントゲンにて便塊を見つければ診断もできるが、診断的治療として浣腸を行うことも多い。50%グリセリン浣腸の使用量の目安としては1〜2ml/kgであるため、
| 年齢           | GE使用量 |
| -------------- | -------- |
| 5kg程度の乳児  | 5〜10ml  |
| 幼児           | 10〜30ml |
| 学童（低学年） | 30〜60ml |

が目安量となる。近年は浣腸を施行したことのない母親も多く、指導が必要な場合もある。ほとんどの失敗例は入れ方が浅いため薬液が肛門外に漏れるというものである。そのため挿入時はやさしく、勇気をだして深く入れること。オリーブ油など潤滑油を用いること、なるべく奥の方に挿入し、数分間は肛門を押さえるように止めておくこと。勢いよく薬液を入れると液もれの原因となるため適度にゆっくりと薬液は入れるようにする。また薬液が冷たいまま使用することも液もれの原因となるため温水で体温に近い温度に温めて使用すると液漏れも少ない。排便後は必ず便の性状を確認する。兎糞状の便であり、自覚症状が改善すれば治療成功である。浣腸の禁忌は潰瘍性大腸炎など器質性疾患がある場合であるためほとんどの場合は施行しても問題はない。またその他の下剤の使用とは異なり、依存性もない。

#### 慢性便秘症
慢性便秘症の場合は食事や排便訓練など生活習慣の改善で9割程度は改善するといわれている。処方としてはラキソベロン1日1回3〜5mg（5〜10滴）やラクツロースシロップ（学童以降はあまり用いない）1日3回0.5〜2mg/kgなどが多い。朝に排便習慣をつける、ウォッシュレットを利用した肛門刺激、3歳以上では排便がなくとも毎朝10分程度トイレに座らせる、食物繊維を多くとる、うんちが出たら褒めるといったトレーニングで改善する場合がほとんどである

#### 急性胃腸炎
発熱・嘔吐・下痢・腹痛といた症状が典型的である。発熱がなく、嘔吐のみといった例などバリエーションが非常に多いのが特徴であるが、徐々に症状が完成し、下痢、発熱を伴うことも多い。吐き気止めにはナウゼリン坐薬やプリンペランシロップなどを用いることが多い。繰り返すと心因性嘔吐や自家中毒の可能性も出てくるが、初診時は急性胃腸炎として対処することが多い。

#### 心因性嘔吐
成人で言うと過敏性腸症候群（IBS）にあたる。学童以上で頻回の排便・腹痛があった場合に疑われる。漢方薬・トランコロンといった薬が用いられる。

#### 自家中毒
4〜5歳に多いとされている。激しい嘔吐を繰り返す病気であり原因は不明である。尿中ケトン体が陽性を示す。通常輸液にて対処する。

#### 小児の嘔吐
成人では消化器の領域の感染症や潰瘍などによって起こる嘔吐が最も多いのだが、小児ではその他の疾患も鑑別に上がってくる。先天性腸閉鎖は腸回転異常でも起こるし、輪状膵でも起こりえる。治療には原因精査が必要である。これらの疾患ではその他の奇形の精査も重要となることがある。
| 発症時期          | 疾患                 | 吐物             | 画像所見                                |
| ----------------- | -------------------- | ---------------- | --------------------------------------- |
| 出生直後          | 先天性食道閉鎖症     | 泡沫様           | coil up sign                            |
| 出生数時間〜1週間 | 先天性腸閉鎖症       | 胆汁性           | microcolon 多数のniveau                 |
| 出生数時間〜1週間 | 鎖肛                 |                  | 直腸体温計が入らない、倒立位撮影        |
| 出生数時間〜1週間 | ヒルシュスプルング病 |                  | megacolon caliber change narrow segment |
| 出生2,3週         | 肥厚性幽門狭窄症     | 噴水状嘔吐       | string sign umbrella sign showlder sign |
| 数か月〜2歳       | 腸重積               | 胆汁性、黄色吐物 | かにの爪、target sign                   |

#### 小児の下痢
新生児・乳児に関しては軟便が正常となるため下痢と訴えられても、親の判断から疑う必要がある。そのため下痢が主訴の場合はおむつの持参を指示し、便の性状を自ら確認するべきである。新生児や乳児の便の特徴として、栄養の吸収が活発であるということ、腸の粘膜の機能が未発達であるため腸液や胆汁などの分泌が多い、そのため食べたものがそのまま出ることがある。また排便のリズムは学童期までに確立するものであるため、初期は一日の排便数が多い。生後数か月経過すると一日の排便の回数は減少してくる。逆に学童以上で頻回の排便や腹痛を伴う場合は過敏性腸症候群の可能性がある。
新生児から乳児の正常な便について述べる。正常は柔らかく形がないことが多い。母乳栄養の場合は月齢が低いほど便は柔らかめとなり、やや酸味を帯びた臭いがある。おむつにしみ込むような便となるのが特徴的である。ミルク栄養の場合は硬さは様々となり、通常は母乳便よりも色が濃くなる。病的な便ではおむつにしみ込むような便であるが、血液が混じるなどいつもの便とは明らかに異なることが多い。一日7〜8回の排便、すなわち2〜3時間毎の排便が認められたら病的である。典型的な異常便は真っ白か真っ赤である。白色便は冬場から春先に多いロタウイルスによる感染症や胆道閉鎖症で考えられる。嘔吐を伴うのはノロウイルス感染症が考えられる。赤色便としては腸重積のイチゴゼリー状の便や細菌性腸炎のスポット状の出血などが有名である。しかし、頻度してはトマトやスイカの残渣が最も多い。固形の便が確立された後は成人と同様の対処で十分である。下痢は急性胃腸炎によるものが多い。下痢がいつから始まったのか、回数、状態、においといった下痢の性状はどのようなものか。食事（焼き肉・中華といった油もので起りやすい）、飲み物（イオン飲料水でも起りやすい）など下痢をする心あたりがあるのか、発熱・吐き気・嘔吐・意識障害・体重減少といった下痢以外の症状があるのか、周りに同様の症状があるのかといったことが重要になってくる。体重の減少は脱水の程度として非常に重要となる。2〜3%の体重減少ならば外来で治療可能であるが6%以上であれば入院が必要となる。7%以上ならば高度脱水であり重篤な状態である。外来で治療可能な軽度脱水に関しては輸液で対処することが多い。より詳細な内容は輸液を参照のこと。
| 体重     | 輸液速度 |
| -------- | -------- |
| 10kg     | 100ml/hr |
| 10〜20kg | 200ml/hr |
| 20〜30kg | 300ml/hr |

外来では2時間投与して利尿が得られなければ、入院を検討する。近年はORSにて治療を行うことも多い。ソリタT3顆粒などは電解質のバランスは非常に良いが味が悪く扱いにくい。アクアライトやアクアバランスはORSの中では比較的味が良いとされている。ボカリスエット小児用も治療に用いることができる。大人用のポカリスエットならば水で薄めて用いる。ただしポカリスエットで治療する場合は電解質の補充は少量になることに留意する。食事は食物繊維が多いものは避ける方がよいとされている。具体的にはうどん・トースト・じゃがいも・里芋・豆腐・煮込んだ野菜（特ににんじん・かぼちゃが栄養・消化の面でバランスがよい）、少量ずつならばリンゴ・バナナ・白桃などが好ましいとされている。嘔気がある場合は嘔気が治まった時点で少量（目安として50ml）ずつ頻回に水分を与える。感染症が原因と考えられる下痢の場合は原則として、下痢止めは用いない、特に下痢止めは6か月未満では禁忌、2歳未満でも原則禁忌である。ロペミンを用いる場合は0.04〜0.08/kg/day 分3で日数は少なめで行う。ビオフェルミンやラックビーといった整腸剤を用いることが多い。食中毒のエピソードなど細菌性の下痢が強く疑われる場合は抗菌薬の使用を検討する。証があえば漢方薬の使用も効果的である。五苓散（ごれいさん）などがよく用いられる。
| 年齢     | 五苓散使用量 |
| -------- | ------------ |
| 1歳未満  | 成人量の1/4  |
| 1〜3歳   | 成人量の1/3  |
| 7歳未満  | 成人量の1/2  |
| 12歳未満 | 成人量の2/3  |

五苓散は白湯に溶かし電子レンジで沸騰させ冷まして服用する。まれに注腸することもある。

#### 小児特有の消化器疾患
小児科領域でも消化器疾患は、外科治療が根治術である疾患が多い。

#### 急性虫垂炎
急性虫垂炎は持続性腹痛を特徴とする。虫垂はTh9〜11が支配神経であるため、はじめは臍周囲に関連痛が生じ、数時間で右下腹部痛に移動していく。発熱を伴わないケースもある。血液検査は発症後12時間以内では変化しないことも多い。痛みで歩けなくなるようであれば重症である。ブルンベルグ徴候、踵落とし試験、ケンケン試験で陽性の場合は手術の可能性も考える。小児は大網が未発達であるため、大網による症状の軽快は起りにくいとされている。虫垂の固定も悪いために側腹部痛や背部痛を示すこともある。症状によるフォローがしにくいため抗菌薬の投与は手術可能施設で行うのが一般的である。疑わしい場合は同日受診にて経過観察を行うことが必要な小児救急疾患の一つである。

#### 腸重積(ICD-10：K56.1)
腸重積（ちょうじゅうせき、英: intussusception, invagination）は、腸が腸そのものに入っていってしまう病気である。腹痛、嘔吐、血便（イチゴゼリー状）を特徴とする。血便は明らかでないことも多いが浣腸を行うと血便が得られることもある。6か月〜2歳児までに多く、それ以降では似たような症状である場合は polyp やMeckel憩室、悪性リンパ腫といった基礎疾患の存在を考慮する。回盲部が大腸に引き込まれることが多い。腸内にポリープ等の異変があると、肛門側の腸が蠕動運動をして異変のある腸を飲み込んでしまうことが原因となる。自分と同じ直径の肛門側腸内に押し込められた口側腸には血液が行き届かなくなり、壊死することがある。肛門側腸が2〜3時間置きに蠕動を繰り返して無理に口側腸を下行しようとするので、2〜3時間置きに泣く。泣いていない間はぐったりしている。腸が塞がるので排便が止まる。腸重積脳症という稀な疾患も知られている。主に乳児に発症し、腹痛、血便といった典型的な症状にかけ意識障害のみで発症し、しばしば敗血症と誤診される。ダンス徴候（Dance徴候）という右下腹部に空虚な部分が出現する症状が有名である。右下腹部にある回盲部が上行結腸に引き込まれるため、本来あるはずの回盲部が右下腹部からなくなり、基本的身体検査で空虚に感じられるが知られている。腹部超音波検査では2重に見える腸が弓矢の的のように見えることから名づけられたターゲットサインや牛の目のように見えることから名づけられた牛の目サインを認める。治療としては高圧浣腸や徒手整復が知られている。腸重積脳症も腸重積を整復すると速やかに意識状態が改善する。

#### 先天性肥厚性幽門狭窄症 (ICD-10：Q40.0)
先天性肥厚性幽門狭窄症（せんてんせいひこうせいゆうもんきょうさくしょう）は、胃の出口である幽門の周りの組織が大きくなる病気。組織が大きくなることを肥厚と言う。肥厚した組織によって幽門が狭くなる。狭くなることを狭窄と言う。酸性の胃液を吐くので代謝性アルカローシスになる。多因子遺伝による遺伝性拝啓が示唆されている。唾液や食物が狭窄部を通らなくなり、生後数週間ごろから吐き出す。胆嚢から出る胆汁は緑色をしているが、胆嚢は胃よりも肛門側にあり、胃の出口が狭窄している本症では吐物は緑色をしていない。血液検査では代謝性アルカローシスが認められる。HClである胃酸を喪失するので、低クロール血症、高炭酸水素イオン血症（高HCO3-血症）を示す。腹部超音波検査ではフクロウの目サインを呈する。X線透視では幽門部が細く管状になって幽門管が認められる。細い糸のように見えることからstring signとも言う。治療としては手術療法を行う。手術は、幽門筋切開術を行う。予後は良好である。

#### ヒルシュスプルング病 (ICD-10：Q43.1)
ヒルシュスプルング病（ひるしゅすぷるんぐびょう、Hirschsprung病）は、腸の中で蠕動を起こす神経がやられた病気。腸の中で蠕動を起こす神経をアウエルバッハ神経叢と言う。腸が蠕動をしないので食べ物が逆流して、胆汁の混じった緑色の吐物を吐く。胆汁の混じった緑色の吐物を吐くことを胆汁性嘔吐と言う。また頑固な便秘を認める。

#### 先天性食道閉鎖症 (ICD-10：Q39)
先天性食道閉鎖症（せんてんせいしょくどうへいさしょう）は、生まれつき食道が閉じている病気。閉じた食道の口側がしばしば気管と繋がっているので、肺から空気が混じって泡になった吐物を嘔吐する。泡になった吐物を嘔吐することを泡沫状嘔吐と言う。逆に閉じた食道の肛門側が胃と繋がっているので、胃から胃酸が肺に入って肺炎を起こす。治療としては手術療法を行う。

#### 胆道閉鎖症 (ICD-10：Q44.4)
胆道閉鎖症は新生児肝炎に類似する病態であるが予後はきわめて不良であり、生体肝移植の適応になる疾患である。どちらも新生児期に遷延性黄疸の発症機序をとる。
|                 | 胆道閉鎖症                                                                            | 新生児肝炎                     |
| --------------- | ------------------------------------------------------------------------------------- | ------------------------------ |
| 概念            | 炎症性の肝外胆管閉塞による閉塞性黄疸                                                  | 新生児・乳幼児で発症、原因不明 |
| 予後            | 不良、生後60日以内の可及的速やかに肝管腸吻合術ないし 肝門部腸吻合術（葛西手術）が必要 | 自然軽快する                   |
| 疫学            | 女児に多い                                                                            | 男児に多い                     |
| 灰白色便        | 非常に多い                                                                            | 認めることもある（青色が多い） |
| 便Schmit反応    | 認めることもある                                                                      | 認める                         |
| LAP             | 500IU以上の上昇                                                                       | 軽度上昇                       |
| リポプロテインX | 認める                                                                                | 認めない                       |
| 十二指腸液採取  | 胆汁を認めない                                                                        | 胆汁を認める                   |

#### 先天性胆道拡張症 (ICD-10：Q44.5)
先天性胆道拡張症（かつては先天性総胆管拡張症とも）は5歳未満で発症する。胆管炎による腹痛・腹部腫瘤・黄疸で気がつかれる。膵胆管合流異常から胆管癌・胆嚢癌を合併するリスクがあるため、嚢腫切除と肝管空腸吻合術を施行する。

### 肝疾患
新生児においては生理的黄疸という言葉があるように、黄疸が出現しても正常な状態がある。これは新生児の生理学的な特徴から理解されている。胎児期は肝機能が未熟であるために胎児肝はほとんどグルクロン酸抱合を行わない。胎児期は胎盤で母体血に非抱合型ビリルビンを渡すことで高ビリルビン血症を防いでいる。出生後はHbFの分解によるビリルビンの産出と肝臓の機能が未熟ということが重なって生理的黄疸が発生すると考えられている。高ビリルビン血症によって黄疸が起こるのはビリルビンが組織沈着をすると黄色くなるからである。ビリルビンは特に弾性線維との親和性が高いため皮膚、強膜、血管といった弾性線維が豊富な組織に沈着する。特に強膜との親和性が高いため、黄疸のスクリーニングは眼球結膜の色で調べる。なお、黄染はあくまで組織沈着をみているので血液生化学のデータよりは遅れて変動する。ビリルビンの組織沈着としては皮膚以外に大脳基底核の沈着による核黄疸（ビリルビン脳症）が有名である。これは非抱合型ビリルビンのうちアルブミンに結合していないアンバウンドビリルビンが沈着する。新生児におこる疾患であり、ミルクを飲まない、モロ反射消失といった症状から始まり痙攣や後弓反張をおこしてくる。経験的にT-Bilが25 mg/dLを超えない限り、起こるのは極めて稀であるため、今日の管理技術ではまず起こらない。

#### 新生児黄疸

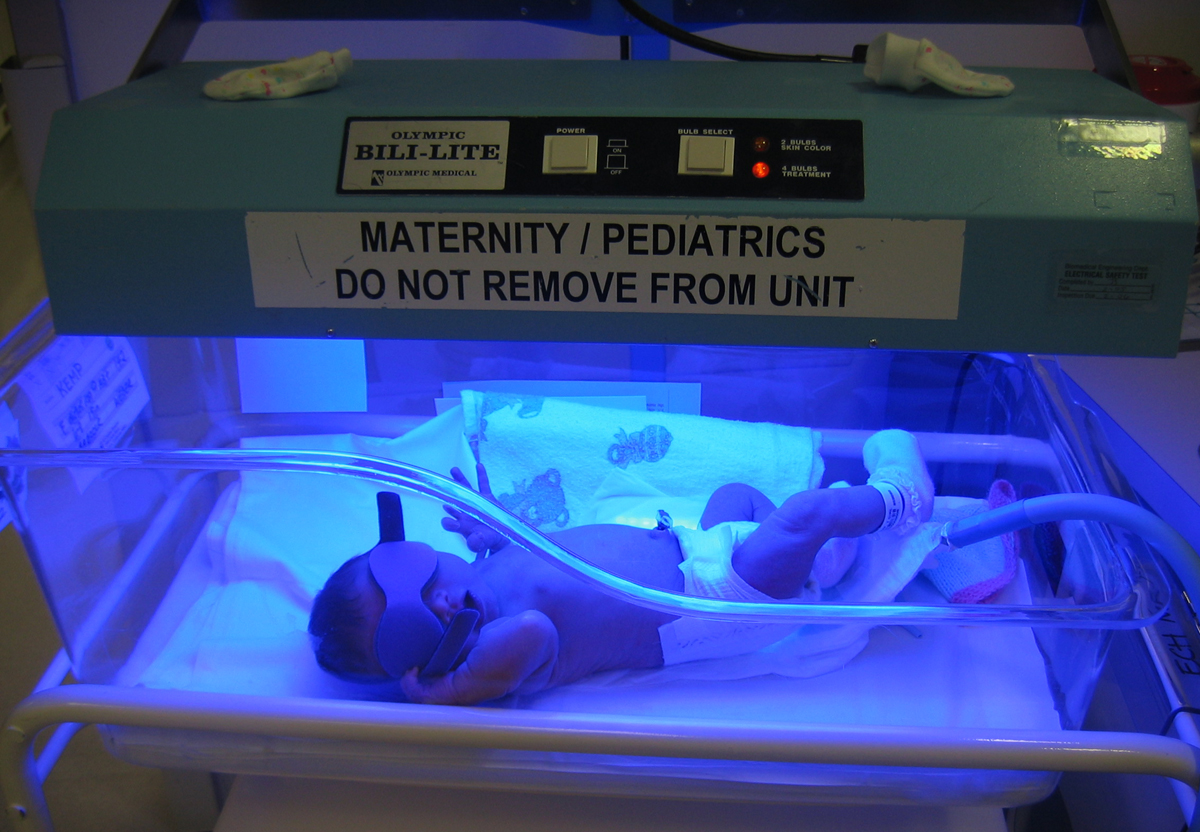
光線療法を受ける新生児

新生児にみられる黄疸である。病態としては高ビリルビン血症による。ビリルビンには間接ビリルビンと直接ビリルビン血の2つがある。新生児黄疸の分け方には、黄疸が見られる時期による分け方と、黄疸の病態による分け方がある。時期によって分けると、早発黄疸・生理的黄疸・遷延性黄疸の3つに分けられる。病態によって分けると、高間接ビリルビン血症・高直接ビリルビン血症の2つに分けられる。早発黄疸は生後24時間以内に見られる黄疸、生理的黄疸は生後2日〜2週間程度に見られる黄疸、遷延性黄疸は生後2週間以上見られる黄疸である。
| 時期 ＼ 病態 | 間接（非抱合）型ビリルビン | 直接（抱合）型ビリルビン     |
| ------------ | -------------------------- | ---------------------------- |
| 早発         | 母児間血液型不適合         | 敗血症                       |
| 遷延性       | 母乳性黄疸                 | 新生児肝炎、先天性胆道閉鎖症 |

治療としては対症療法として、光線療法、血漿交換等がある。
光線療法光線をあてて血中ビリルビンを分解する治療法である。光線によって尿からの排出を促進する。なお、この治療法は非抱合型ビリルビンを低下させる目的にしか使えず、抱合型ビリルビンが高いとブロンズベイビー症候群を起こすので禁忌となる。適応は総ビリルビン値が17を超えた場合に適応となる。
交換輸血血中の抗体及び、抗体と結合した赤血球を交換することによって根治的に重症黄疸（新生児溶血性疾患＝母児間血液型不適合）を治療する。橈骨動脈に留置カテーテルを挿入しそこから瀉血して全血の2倍の交換血液を抹消静脈に注入し交換輸血を実施する。
血漿交換核黄疸では総ビリルビン値が20を超えた場合に適応となる。
ガンマーグロブリン点滴療法約30年も前からはじめられているこの治療法は交換輸血以上の効果があるにもかかわらず、やっと最近注目され、交換輸血の頻度は大幅に減少している。しかし、厚生労働省は、保険適応を承認していない。

#### 体質性黄疸
非抱合型ビリルビンは肝細胞に取り込まれ、肝細胞内でグルクロン酸抱合を受け、肝内胆管に排泄される。その過程に必要な酵素の機能が低下していたり酵素そのものが欠損した病気を体質性黄疸と言う。
| 障害工程 | 病気                                       |
| -------- | ------------------------------------------ |
| 取込     | ジルベール症候群                           |
| 抱合     | クリグラー・ナジャール症候群               |
| 排泄     | デュビン・ジョンソン症候群、ローター症候群 |

ジルベール症候群（Gilbert症候群）
ジルベール症候群（じるべーるしょうこうぐん）は、黄疸を呈する症候群の一つ。ギルバートとは読まない。フランスのジルベール博士によって報告された。ジルベール症候群は、成人で間接ビリルビン優位の黄疸を示す症候群なので、多くの疾患が含まれる。
クリグラー・ナジャール症候群（Crigler-Najjar症候群、UDP-グルクロン酸転移酵素欠損症、UDP-グルクロノシルトランスフェラーゼ欠損症）
クリグラー・ナジャール症候群（くりぐらー・なじゃーるしょうこうぐん）は、ウリジンジホスフェート・グルクロン酸転位酵素の欠損症。I型は完全欠損症であり重症で予後が悪い。II型は部分欠損症であり軽症で予後がよい。グルクロン酸抱合不全から間接ビリルビンが上昇して核黄疸を示す。

### 腎泌尿器
- 腎芽腫

### 心疾患
小児の心疾患は先天的な心臓の奇形（心奇形）、後天的に発症する疾患に大別される。
不整脈は先天的、後天的どちらもありうる。
成人に認める狭心症、心筋梗塞は稀に存在する。川崎病後遺症の冠動脈瘤による心筋梗塞は重要である。

#### 心奇形
発生率は約1%である。出生時からチアノーゼを発症するチアノーゼ型心奇形と発症しない非チアノーゼ型に分けられる。チアノーゼの発症原理としては、全身から心臓に還流した酸素飽和度の低い血液が奇形のため肺を経由せずそのまま全身へ駆出される（右左シャント）ことにより生じる。
症状としてはチアノーゼ、心雑音により発見されることが多い。確定は心臓エコー検査と心臓カテーテル検査（造影検査）により行われる。成人の心疾患とはまったく異なるため、複雑な心奇形は小児科のさらに心臓を専門とした小児循環器専門医により診断・治療へとつながれることが多い。
治療は軽症例では内服薬にて一部の症状は軽減することができるものの、複雑例、重症例はほとんどが手術により治療される。
以下に心奇形の分類を示す。これらを複数合併することもしばしば認める。
心室中隔欠損症がもっとも多い。その他には心房中隔欠損症、動脈管開存症、ファロー四徴症、心内膜床欠損、左心低形成、完全大血管転位、修正大血管転位、両大血管右室起始症、総肺静脈還流異常症、エブスタイン奇形、肺動脈弁欠損、無脾・多脾症候群、総動脈管遺残、右室二腔症、僧帽弁逸脱症、僧帽弁閉鎖不全、大動脈弁狭窄、大動脈弁下狭窄、大動脈弁閉鎖不全、肺動脈狭窄、末梢性肺動脈狭窄、大動脈縮索症などが挙げられる。複数の心奇形を合併することも多い。
後天的に発症する疾患は肥大型心筋症、拡張型心筋症、心筋炎、心タンポナーデ、川崎病後遺症による冠動脈瘤、孤立性心筋緻密化障害などが挙げられる。
不整脈は上室性頻拍、心房細動、心房粗動、心室頻拍、心室細動など成人にも発症しやすいものもあり、先天的な要因が大きい疾患としてQT延長症候群、Brugada症候群、WPW症候群などが存在する。
心筋炎
小児の心筋炎は無症候性のものから急激にショックに至るものまで幅広く存在する。上気道炎や消化器症状など先行感染症状を認める場合が多い。劇症型心筋炎は時間単位の治療経過によって、予後が大きく異なるため細菌性髄膜炎や急性喉頭蓋炎と同様に小児緊急疾患である。体温の上昇だけでは説明ができない頻脈や伝導障害による不整脈があらわれることがある。特に心電図異常が指摘されたことがないにも関わらず、失神によって循環器異常を疑われ、不整脈が見つかったら場合は特に心筋炎を考える。急激な悪化を認めることがあるため、三次医療施設での治療が望ましいとされている。

### アレルギー
小児におけるアレルギー疾患は頻度が多く、一般診療としては、感冒などの感染症に続いて、アレルギーが多い。
小児においては、免疫が成熟してゆく過程でアレルギーとなることが多い。発症率も高いが、成長に伴い自然軽快することが多い。喘息に置いて乳児発症の7割は成人までに寛解する。
アレルギーは気管支喘息、アトピー性皮膚炎、アレルギー性鼻炎（花粉症）が3大アレルギーとして挙げられる。そのほか、蕁麻疹・アレルギー性腸炎などが存在する。
食物により喘息症状や蕁麻疹となる場合は食物アレルギーと呼ばれる。

### 膠原病
成人にもよく認められる慢性関節リウマチ（小児では小児慢性関節炎疾患もしくは若年性特発性関節炎）、全身性エリテマトーデス（SLE）、強皮症、結節性多発動脈炎、抗リン脂質抗体症候群、混合性結合織性病変、シェーグレン症候群、ベーチェット病などは小児期にも発症しうる。小児に比較的特異的な膠原病としては、リウマチ熱、血管炎症候群、血管性紫斑病（アレルギー性紫斑病）、川崎病などが挙げられる。
アレルギー性紫斑病
アレルギー性紫斑病は典型的には3歳から10歳くらいの小児で先行上気道感染後10日から30日の経過を経て、胃腸症状（腹痛、時に腸重積）、関節症状、紫斑（毛細血管障害、時に潰瘍形成に到る）、浮腫を起こし2週ほど遅れて腎炎を起こし、タンパク尿、血尿を起こす。あくまで血管壁の障害であり、出血時間・血小板数・凝固時間・血小板数は正常範囲内である。概念としては全身性の小血管を主体とした血管炎であり、皮膚症状・腹部症状・関節症状をトリアスとする。腎症は病理学的にはIgA腎症と同一である。20%から60%の症例で腎炎症状が出現し、一部の症例では腎不全が徐々に進行し、人工透析が必要となる。腹痛・関節痛が重度の症例や進行性の腎炎症例には特異的な治療が必要と考えられているが、それ以外の症例では4週間以内に自然軽快をするので特異的治療は不要と考えられている。
腹痛、関節痛の治療
消化管の血管炎による浮腫・腹痛・嘔吐・血便・下血といった症状が認められる。重症例では腸管安静が必要となる。ブスコパンといった鎮痙薬やNSAIDsといった薬物を絶食、輸液の上に使用することがある。治療抵抗性の場合はプレドニン1〜2mg/kg/dayより開始し、徐々に減量することによって腹痛、関節痛の緩和に効果的とされている。
腎炎の治療
20%から60%の症例で腎炎症状が出現するがそのうちの30%は半年以内に寛解し、60%程度は長期化してもいずれ寛解となる。人工透析が必要となるのはわずか1〜2%であるが18歳未満の透析導入の主要原因疾患である。血尿単独例や軽度（0.5g/day以下）の蛋白尿の場合は治療は不要である。蛋白尿が持続する場合は抗血小板薬やACE阻害薬を使用する。1g/day以上の蛋白尿が持続したり、ネフローゼ症候群、高血圧、腎機能低下例では腎生検を施行し、ステロイドを中心とした治療を行う。メチルプレドニゾロンによるパルス療法（100〜250mg/day 3日間）、後療法プレドニゾロン1mg/kg/dayといった方法などがあるが腎生検の結果によって免疫抑制剤の併用を行う場合もあり、専門的な施設で行われることが望ましい。急性期は可逆的であるが慢性期になると障害が不可逆的になる。

川崎病
川崎病は原因不明の全身性血管炎であり4歳以下の乳幼児、男児に多いとされている。BCG接種部位を中心とする紅斑形成といった変化は川崎病の主要症状に含まれないが特異的な所見である。軽い発赤に伴うものから水泡形成、痂皮を伴うものや潰瘍形成に到るものまで皮膚症状は様々である。
リウマチ熱

### 造血器
全ての血球は、骨のなかにある骨髄の中から生まれる。その中の造血幹細胞が、全ての血球のもとである。その造血幹細胞が、分裂し、一部が分化する。巨核細胞になると、その核がでて、血小板に、リンパ芽球は、B細胞へ、胸腺の教育を受けると、T細胞になる。単芽球は、マクロファージ（大食細胞）に、骨髄球は、好中球に、赤芽球は、赤血球になる。その中の、好中球、T細胞、B細胞、マクロファージと、好塩基球、好酸球を白血球という。
小児がんでは造血器の悪性腫瘍である白血病が多く見られる。白血病のうち最も多いのは急性リンパ球性白血病 (ALL) であり、逆に慢性リンパ球性白血病 (CML) はほとんど見られない。

#### 特発性血小板減少性紫斑病 (ITP)
小児の特発性血小板減少症は典型的には先行感染のあとに急激な紫斑や鼻出血といった出血症状が出現し、診断に至ることが多い。小児においては発生率は十万人当たり年間3〜7人と稀な疾患である。半年以内に軽快する急性型と慢性型の2種類がしられている。小児の場合は80%以上が6か月以内に自然治癒する急性型であり、慢性化例もその半数は数年以内に経過していく。重大出血と考えられる消化管出血や頭蓋内出血は発病初期数日以内に発生することが多い重大出血は1%程度に認められるが、最も重篤な頭蓋内出血は0.2%程度である。治療は免疫グロプリン静注療法 (IVIg) またはステロイド投与である。血小板数の回復という点ではIVIgが速く第一選択と考えられている。重大な出血が認められる場合はIVIgを選択し、生命を脅かす場合はステロイドと血小板輸血を考慮する。血小板数が30,000/μlを超えれば重大な出血のリスクはかなり低くなる。しかしこれらの治療法はITP自体を治す治療ではなく、血小板数を回復させる治療であり治療中断によって再発の可能性がある。
日本小児血液学会ITP委員会のガイドラインによると
- 出血症状があること。
- 末梢血では血小板のみ100,000/μl以下の減少が認められること。
- 骨髄では特徴的なITPの所見を呈する。これは骨髄巨核球数が正常ないし、増加を認めており巨核球の一部は未熟であること、赤芽球、および顆粒球の両系統は数形態ともに正常であること、顆粒球/赤血球 (M/E) 比は正常で全体的に正形成であることなどがあげられる。
- 血小板減少をきたしうる各種疾患を否定できること。

これらがITPの診断基準とされている。この基準を確認するためには骨髄穿刺が必要である。しかし骨髄穿刺を行うメリットは急性白血病といった他の疾患の見落としを防ぐことであり、骨髄穿刺を行わないことで白血病を見落とす確率は1%未満である。赤血球や白血球の数や形態に異常があるとき、副腎ステロイドの投与を考慮した時、大量IVIg投与が無効であった時にはじめて骨髄穿刺を行えば十分であると考えられている。

#### 播種性血管内凝固 (DIC)
播種性血管内凝固 (DIC) の治療には抗凝固療法、プロテアーゼ阻害薬、補充療法、ATIII、プロテインCがあげられる。抗凝固療法はヘパリン (UFH) と低分子ヘパリン（LMWH、フラグミンなど）があげられる。ヘパリンはATIIIと結合しXaとトロンビンを不活化するが低分子ヘパリンは抗Xa活性/抗トロンビン活性の比が大きく出血のリスクが少ないとされている。そのため生存率に関しても低分子ヘパリンの方が予後がよくなる傾向がある。プロテアーゼ阻害薬にはメシル酸ガベキサート（GM、FOYなど）やメシル酸ナファモスタット（NM,フサン）が知られている。GMに関してはDICスコアは改善させるが、死亡率を改善させたデータは存在しない。補充療法としてはFFP輸血による凝固因子や血小板の補充があげられる。線溶亢進型で出血症状を伴う場合は効果があるとされているが線溶抑制型では出血症状をきたすことも少なく慎重な意見がある。ATIIIが70以下の場合は補充に意味はあると考えられている・

### 神経・筋疾患（小児神経科（学））
小児科の分科の中でも神経・筋疾患は非常に種類が多い。日本においては1966年に東京大学医学部で高津忠夫のもと小児神経学などの研究教育が始まった。医師に対しより専門的な知識を要求されるため、比較的早く小児神経科・脳神経小児科と言う科名で独立してきた（鳥取大学（昭和46年）、岡山大学（昭和54年）など）。神経・筋疾患の中での病気分類ははっきりと定まっているわけではないが大きく分けると以下のジャンルに統合される。上記の奇形症候群も臨床では多くの場合が小児神経科医が専門家として対応する。

#### てんかん、発作性疾患
てんかんとしては、中心・側頭部に極波をもつ良性小児てんかん（BECT、BECCT）、後頭部に突発波をもつ良性小児てんかん（CEOP：この中にはパナイオトポロス型、ガストー型に2分類される）、小児欠神てんかん（小発作、アブサンス）、点頭てんかん（ウエスト症候群とほぼ同義）などが比較的高頻度に見られる。それ以上に発熱した乳児に良く認める熱性痙攣は痙攣発作を起こすがてんかんとは異なる。泣きいりひきつけ（憤怒痙攣）もてんかんではない。
熱性痙攣

#### 中枢神経における感染・免疫異常
髄膜炎、脳膿瘍、急性脳炎、急性脳症、急性小脳失調症、ADEM、多発性硬化症、脊髄炎など。比較的話題になるインフルエンザ脳症は急性脳症がインフルエンザ罹患により引き起こされたもの。タミフルの副作用とインフルエンザ脳症は全く異なる。
髄膜炎

#### 先天性代謝異常による神経変性疾患
下記にはそれぞれ疾患をたくさん含んでいるが煩雑となるので分類だけ記載する。糖原病、アミノ酸代謝異常、有機酸代謝異常、リソゾーム病、ムコ多糖症、金属代謝異常（ウイルソン病、メンケス病）、核酸代謝異常、ペルオキシゾーム病、ミトコンドリア病、セロイドリポフスチノーシス、脊髄小脳変性症、先天性グリコシル化異常症、大脳白質変性症など。

#### 脳血管障害
小児特有疾患としてはもやもや病・急性小児片麻痺・動静脈奇形などがある。

#### 脳腫瘍
小児と成人では発生する腫瘍が大きく異なる。

#### 脳性麻痺
脳性まひは、受胎から新生児期の間に生じた脳の損傷が原因で随意運動の障害が生じる疾患。痙直型、アテトーゼ型、混合型、失調型に分けられる。アテトーゼ型では大脳基底核に病気の首座があり、新生児期に黄疸が強かったために生じる核黄疸では知能障害のない運動障害の例も多い。

#### 筋疾患
筋疾患は筋肉が徐々に破壊されていく筋ジストロフィー、四肢の遠位（前腕、下腿）から侵される遠位型ミオパチー、筋強直症候群（先天性強直性ジストロフィーなど）、生まれつき筋力に問題のある先天性ミオパチーなどがあり、筋疾患のなかには上記の代謝疾患（糖原病）や内分泌異常、ミトコンドリア病もオーバーラップする。また神経が原因で筋に萎縮を起こす脊髄性筋萎縮症（SMA）、筋萎縮性側索硬化症、遺伝性運動・感覚ニューロパチーなども分け方によっては含まれる（下記の末梢神経障害に含むことも多い）。比較的話題になるデュシェンヌ型筋ジストロフィー（DMD）は名前の通り筋ジストロフィーに分類される。

#### 末梢神経障害
脊髄性筋萎縮症、ギラン・バレー症候群、慢性炎症性脱髄型多発ニューロパチー、遺伝性運動・感覚ニューロパチーなど。

### 児童青年精神医学
多くの精神疾患は児童青年期に発症するとされ、WHOによれば世界の児童・青年のうち、約20%が精神疾患・問題を抱えている。

### 小児新生物
小児の新生物としては成人と異なり非上皮性の肉腫が多く、ダウン症といった先天異常との関連が示唆されていることが多い。特に重要視されているのが神経芽細胞腫・肝芽腫・腎芽細胞腫・網膜芽細胞種といった小児特有疾患である。そのほか、脳腫瘍・急性リンパ性白血病・奇形腫や精巣膿瘍も多い。網膜芽細胞腫はRb遺伝子が関与し、2歳以下で発症することが多い。奇形腫は正中線上に発生することが多く、骨病変は起こしにくい。仙骨部・性腺・後腹膜・縦隔に発生しやすい。精巣膿瘍は1歳から2歳で無痛性陰のう腫大で発生することが多い。脳腫瘍は1歳未満と10歳以上はテント上に発生し、1歳から10歳までの範囲ではテント下に多い。これは星細胞腫や髄芽腫といった小脳発生腫瘍が多いからである。

#### 腹部腫瘤
小児期は年齢特有の病気も非常に多いためいたずらに鑑別を増やすのは望ましくはないが、簡単のため腹部腫瘤の原因疾患をまとめる。神経芽細胞腫、肝芽腫、腎芽細胞腫が含まれるため非常に重要な分野である。
| 部位   | 臓器   | 疾患                                                          |
| ------ | ------ | ------------------------------------------------------------- |
| 上腹部 | 胃     | 肥厚性幽門狭窄症、胃軸捻症、空気嚥下                          |
|        | 肝     | 肝芽腫、肝癌、肝炎、肝血管腫、糖原病、蓄積症、胆道閉鎖症      |
|        | 脾     | 感染症、肝硬変、胆道閉鎖症                                    |
|        | 膵     | 膵嚢胞、慢性膵炎、腫瘍                                        |
|        | 胆道系 | 胆道拡張症、胆石症、胆嚢炎                                    |
| 中腹部 | 腸     | 腸重積、重複腸管、腸間膜のう腫、リンパ腫、Crohn病             |
|        | 腹壁   | 尿膜管嚢腫、臍腸管嚢腫                                        |
|        | 腸間膜 | リンパ節炎、リンパ腫                                          |
|        | 血管   | 動脈瘤                                                        |
| 下腹部 | 膀胱   | 巨大膀胱、尿閉                                                |
|        | 腸     | 便秘症、異糞症、ヒルシュスプルング病、リンパ腫、腸炎、Crohn病 |
|        | 子宮   | 水子宮腟症、妊娠                                              |
|        | 卵巣   | 嚢腫                                                          |
| 側腹部 | 腎     | 水腎症、腎嚢胞、腎芽細胞腫                                    |
|        | 副腎   | 神経芽細胞腫、血腫                                            |
| その他 | 全腹部 | 腹腔内膿瘍                                                    |

特に有名な、肝芽腫、腎芽細胞腫、神経芽細胞腫に関してまとめる。
|            | 肝芽細胞腫                    | 神経芽細胞腫                                  | 腎芽細胞腫                             |
| ---------- | ----------------------------- | --------------------------------------------- | -------------------------------------- |
| 発生部位   | 肝細胞                        | 副腎髄質、交感神経節など                      | 腎尿細管                               |
| 好発年齢   | 1歳児にピークあり、男性に多い | 3歳までに発症                                 | 5歳までに発症                          |
| 理学所見   | 右季肋部に表面不整の腫瘤      | 左側腹部に表面不整で正中を超える腫瘤          | 左側腹部に表面平滑で正中を超えない腫瘤 |
| 特徴的検査 | AFPがmarker                   | 尿中VMA,HVA、血清NSEがmarker、X線写真で石灰化 | 尿路・外性器・虹彩の奇形               |

#### 神経芽細胞腫
神経芽細胞腫はMYCNコピー数が最大の予後不良因子となる。10倍以上増幅例では予後不良である。その他DNA ploidyで2倍体、もしくは低4倍体。1q・14q・17qの欠損例は予後不良である。また発見時年齢も1歳未満ならば予後良好となるが1歳以上は予後不良である。
| 国際病期分類 | 内容 |
| ------------ | --- |
| 1            | 限局腫瘍で肉眼的完全切除。リンパ節転移なし。 |
| 2A           | 限局性腫瘍で肉眼的非完全切除、リンパ節転移なし。 |
| 2B           | 限局的腫瘍で肉眼的完全または非完全切除、同側リンパ節転移なし。                                                                                                   |
| 3            | 切除不能の片側腫瘍で正中線をこえて浸潤を認める。または片側発生の限局性腫瘍であり対側リンパ節転移を認める。または正中発生の腫瘍で両側浸潤あり、両側リンパ節転移。 |
| 4            | 遠隔転移、多臓器播種を認める。 |

## 小児医療の現状
大人の内科学と同様に、子供の病気の場合には、まず最初に受診する診療科目であるが、少子高齢化の急速な進行、時間外診療が他の診療科と比べて多いこと、子供を対象とすることから業務に対する負担が大きいなどの理由により、小児科医を志す医師が減っており、一部では社会問題となっている（参照：医師不足）。小児科医を希望する新卒医学部生も、臨床研修を受けているうちに過酷な勤務を目の当たりにし、転向することも多い。
小児科業務において、最も辛いと小児科医が感じることが多いのは当直業務である。市中の救急病院における夜間の受診は最も小児科が多い。近年までほとんどの病院では少ない数の小児科当直医が全て診療していた。近年は見直しが始まり、小児科医の負担を減らすため内科や科を決定する前の研修医が診療することが多い。しかし、川崎病・腸重積・細気管支炎など小児特有の疾患は小児科専門医でないと診断や治療ができないことも多く、また、本人が訴えないため小児科医が経験に基づく独自の感が必要であり、不足する小児科医に変わって、研修医や内科医が診察することもある今日の状況を問題視する声もある。
小児科に入院する患者は義務教育を必要とする年齢層も多く、小児がんなど治療期間が長くなる疾患である場合基礎的な教育が不十分になってしまう。そのため、院内に小学校の分室を設けて一時的に転校させ、院内での教育を実施している病院もある（詳細は院内学級の項目を参照）。